# U-243
Unterseeboot 243 foi um submarino alemão do Tipo VIIC, pertencente a Kriegsmarine que atuou durante a Segunda Guerra Mundial.

## Comandantes
| Comandante          | Data                                      |
| ------------------- | ----------------------------------------- |
| Kptlt. Hans Märtens | 2 de outubro de 1943 - 8 de julho de 1944 |

## Subordinação
Durante o seu tempo de serviço, esteve subordinado às seguintes flotilhas:
| Período                                   | Flotilha                                  |
| ----------------------------------------- | ----------------------------------------- |
| 2 de outubro de 1943 - 31 de maio de 1944 | 5. Unterseebootsflottille (treinamento)   |
| 1 de junho de 1944 - 8 de julho de 1944   | 1. Unterseebootsflottille (serviço ativo) |